# Ruggero Pignotti
Ruggero Pignotti (Napoli, 1º gennaio 1916 – Napoli, 22 gennaio 2016) è stato un attore italiano.

## Carriera
È comparso in diversi film di ambientazione napoletana come Lacrime napulitane, nel quale interpretava un impresario di pompe funebri. Ha interpretato anche il direttore della scuola elementare nel film di Luigi Zampa Gli anni ruggenti.

## Filmografia
- Gli anni ruggenti, regia di Luigi Zampa (1962)
- Farfallon, regia di Riccardo Pazzaglia (1974)
- Il mammasantissima, regia di Alfonso Brescia (1979)
- Lacrime napulitane, regia di Ciro Ippolito (1981)
- Pronto... Lucia, regia di Ciro Ippolito (1982)
- Fotoromanzo, regia di Mariano Laurenti (1986)
- Sabato, domenica e lunedì, regia di Lina Wertmüller (1990)